# 維賈亞·蓋德
維賈亞·蓋德（1974年—）是一名印度裔美國律師，前Twitter的政策、安全領導主任和法務長兼總法律顧問。2014年，她被《財富》雜誌描述為Twitter高管團隊中最有權勢的女性，儘管後來被行銷長萊斯里·伯蘭德代替。她說服了當時的執行長傑克·多西在2020年美國總統選舉期間不要出售政治廣告。她在為這個決定辯護時說：「這不是為了什麼，而是為了『這對我們公司來說是正確的事情』。」
2020年10月，《政客》將她描述為「你從未聽說過之最強大的技術主管」。

## 早期生活與教育
蓋德出生在印度的一個泰盧固族家庭。她的父親在美國攻讀碩士學位，最初沒有經濟能力送妻子和女兒到美國。蓋德三歲時和家人搬到德克薩斯州博蒙特。她曾描述自己的童年受到三K黨在博蒙特存在的影響，以至於父親在挨家挨戶拉保險之前都得先得到當地三K黨的許可。
蓋德在康乃爾大學工業暨勞工關係學院獲得工業暨勞工關係理學學士學位，並在2000年獲得紐約大學法學院法學博士學位。

## 事業
在2011年加入Twitter之前，蓋德在矽谷律師事務所Wilson Sonsini Goodrich & Rosati工作了將近十年。她還曾在矽谷科技公司瞻博網絡的法律部門擔任高級主管。在WSGR工作期間，蓋德參與了2006年價值41億美元的McClatchy Co.-Knight Ridder Inc.收購案，並擔任紐約證券交易所代理工作組和公司治理委員會的顧問。
她還宣布Twitter聘請了研究人員研究該平台上話語健康。
2018年，蓋德與Twitter執行長傑克·多西一起在印度舉行會議，他們與幾位達利特活動家談論了他們在Twitter上的經歷；會議結束後，活動家們給多西一個寫有「粉碎婆羅門教父權制」的牌子，後來他拿著這個牌子被拍了張照。這張照片引起了爭議，一些批評者稱這種情緒氏對婆羅門教的歧視，而其他人則認為這是對印度基於種姓制度和性別壓迫的適當回應蓋德在一系列推文中對社交媒體的憤怒做出了回應並道歉，說道：「我對此非常抱歉，這並不代表我們的觀點。我們用剛給我們的禮物拍了張私人照片——我們應該考慮得更加周到。Twitter努力成為一個公正的平台，並為所有人服務。我們在這裡沒做到這一點，我們必須做得更好，以服務我們在印度的客戶。」
她是參與決定凍結美國前總統唐納德·川普推特帳戶的主要官員之一。
蓋德在2021年作為Twitter的法務長獲得1,700百萬美金的收入，在馬斯克收購Twitter的消息傳出後，她受到馬斯克的批評，據說在宣布收購後與政策和法律團隊的虛擬會議上掉淚。在蓋德的領導下，Twitter的政策是審核仇恨言論和有害內容，然而馬斯克建議該平台只應在法律要求的情況下刪除內容。
2022年10月27日，埃隆·馬斯克收購推特後將維賈亞·蓋德解僱。